# Bianco Bianchi
Bianco Bianchi   (Quarrata, 6 d'abril de 1917 - Liorna, 17 de juliol de 1997) va ser un ciclista italià que es dedicà principalment a la pista i que fou professional entre 1937 i 1946, sense que aconseguís cap resultat destacat.
Anteriorment, com a amateur, va prendre part en els Jocs Olímpics de Berlín de 1936, en què guanyà una medalla de plata en la prova del persecució per equips, formant equip amb Severino Rigoni, Mario Gentili i Armando Latini.